# Euplexaura crassa
Euplexaura crassa is een zachte koraalsoort uit de familie Plexauridae. De koraalsoort komt uit het geslacht Euplexaura. Euplexaura crassa werd in 1908 voor het eerst wetenschappelijk beschreven door Kükenthal. 